# Wellsi katedrális
A wellsi katedrális, hivatalos nevén Szent András apostol-székesegyház anglikán székesegyház az angliai Somerset megyei Wellsben, amelyet Szent András apostol tiszteletére szenteltek. A székesegyház Bath és Wells püspökének székhelye. Eredetileg római katolikus székesegyházként épült 1175 körül, hogy felváltsa a 705 óta a helyén álló korábbi templomot, majd VIII. Henrik Rómától való elszakadásakor anglikán székesegyházzá vált. A többi angol katedrálishoz képest mérsékelt méretű. Legjellegzetesebb elemei a rendkívül széles nyugati homlokzata és nagy méretű központi tornya. A művészettörténészek az angol székesegyházak közül „kétségtelenül az egyik legszebbnek” és „legköltőibbnek” nevezték.
A wellsi katedrális az első tisztán gótikus székesegyház Angliában, építészeti jellemzőit leginkább a 12. század végi és 13. század eleji korai angol stílus ihlette, hiányzik belőle a román stílusú homlokzat, amely sok más katedrálisban fennmaradt. Az építkezés 1175 körül kezdődött a keleti végén a kórussal. John Harvey építészettörténész szerint ez Európa első igazán gótikus építménye, amely megtörte a román stílus utolsó korlátait. A csúcsíves árkádok és a kannelúrozott pillérek kőművén hangsúlyos párkányok és faragott, lombos, páfrányleveles díszítésű oszlopfők láthatók. A 300 szoboralakkal díszített kora angol homlokzatot az „angliai képzőművészet legfőbb diadalának” tekintik. A keleti végében sok középkori ólomüveg látható. A székesegyház területén található a püspöki palota és számos, a középkori világi kanonokok káptalanjához kapcsolódó épület, köztük a 15. századi Vicars' Close, amely Európa legrégebbi eredeti állapotában fennmaradt utcája.

## Története

### Korai évek
A helyszínen található legkorábbi épületmaradványok egy késő római kori mauzóleumból származnak, amelyet az 1980-as ásatások során azonosítottak. 705-ben Aldhelm, az újonnan létrehozott Sherborne-i egyházmegye első püspöke Ine wessexi király uralkodása alatt épített Wellsben egy apátsági templomot, amelyet Szent Andrásnak szenteltek, és a katedrális kerengőjének helyén állt, ahol néhány feltárt maradványa látható. A székesegyház déli kereszthajójában lévő keresztelőmedence ebből a templomból származik, és a jelenlegi épület legrégebbi része. 766-ban Cynewulf király egy oklevelet írt alá, amelyben tizenegy hide (kb. 539 hektár) földdel ruházta fel a templomot. 909-ben az egyházmegye székhelyét Sherborne-ból Wellsbe helyezték át.
Wells első püspöke Athelm (909) volt, aki Æthelstan királyt koronázta meg. Athelm és unokaöccse, a későbbi Szent Dunstan egyaránt Canterbury érseke lett. Ebben az időszakban fiúkból álló kórust hoztak létre a liturgia éneklésére. A Wells Cathedral Schoolnak, amelyet e fiúk nevelésére hoztak létre, erre az időpontra datálja alapítását. A normann hódítást követően John de Villula 1090-ben Wellsből Bathba helyezte át a püspöki székhelyet. 1090-ben a wellsi templomban, amely már nem volt székesegyház, a világi papság kollégiuma működött.

### A püspöki székhely változásai
A katedrális építését 1175 körül Reginald Fitz Jocelin tervezte és kezdte meg, aki 1191-ben halt meg. Bár méretéből kitűnik, hogy a templomot kezdettől fogva az egyházmegye katedrálisának tervezték, a püspök székhelye Wells, Glastonbury és Bath apátságai között ingázott, mielőtt véglegesen Wellsben telepedett le. 1197-ben Reginald utódja, Savaric FitzGeldewin III. Celesztin pápa jóváhagyásával hivatalosan Glastonbury apátságába tette át székhelyét. A Bath és Glastonbury püspöke címet utódai addig használta, amíg a glastonburyi igényt 1219-ben fel nem adták.
Savaric utóda, Jocelin of Wells, ismét áthelyezte a püspöki székhelyet a bathi apátságba, titulusa pedig Bath püspöke lett. Jocelin a későbbi püspök, Hugh of Wells testvére volt, és jelen volt a Magna Carta aláírásánál. Jocelin folytatta a Reginald által megkezdett építkezési munkálatokat, és ő volt a felelős a püspöki palota, a kórusiskola, a gimnázium, az utazók kórháza és egy kápolna építéséért. Egy kastélyt is építtetett a Wells melletti Wookeyban. 1239-ben Jocelin felszentelte a templomot, de annak ellenére, hogy római képviselői sokat lobbiztak a pápánál, nem érte meg a székesegyház státusz megadását. A késedelem oka lehetett Pandulf Verraccio római egyházi politikus, angliai pápai legátus és Norwich püspöke tétlensége, akit a pápa felkért, hogy vizsgálja ki a helyzetet, de nem válaszolt. Jocelin 1242. november 19-én halt meg Wellsben, és a templom kórusában temették el; a sírján lévő réz síremléklap Anglia egyik legkorábbi darabja. Halála után a bathi szerzetesek sikertelenül próbálták visszaszerezni a Wells feletti hatalmat.
1245-ben a püspöki cím körüli folyamatos vitát IV. Ince pápa döntése oldotta meg, aki a címet „Bath és Wells püspöke” néven állapította meg, ami a mai napig megmaradt, Wells pedig a püspök fő székhelye lett. A 11. század óta a templomnak világi papságból álló káptalanja van, akárcsak a chichesteri, herefordi, lincolni és yorki székesegyházaknak. A káptalant 22 kanonoki birtokkal (földek, amelyekből a finanszírozás származott) látták el, ezeket egy prépost igazgatta. A székesegyházi státusz elnyerésekor, más hasonló katedrálisokhoz hasonlóan, négy főpapja volt, a dékán, a prépost, a kancellár és a sekrestyés, akik a székesegyház lelki és anyagi gondozásáért feleltek.

### A katedrális építése
A 12. században Reginald Fitz Jocelin püspök által megkezdett építési programot Wellsi Jocelin folytatta, aki 1200-tól kanonok, majd 1206-tól püspök volt. Adam Locke töltötte be a dóm építőmester tisztségét körülbelül 1192-től 1230-ig. A templomot a csúcsíves, később gótikának nevezett új stílusban tervezték, amely nagyjából ugyanebben az időben jelent meg a canterburyi katedrális építésénél. A munkálatok 1209 és 1213 között leálltak, amikor János királyt kiátkozták, Jocelin pedig száműzetésben volt, de a templom főbb részei elkészültek, amikor is a templomot 1239-ben Jocelin püspök felszentelte.
Mire a székesegyház, beleértve a káptalant is, 1306-ban elkészült, már túl kicsi volt az időközben fejlődő liturgia számára, és képtelen volt befogadni az egyre nagyobb létszámú papság körmeneteit. John Droxford Thomas of Whitney kőművesmester vezetésével újabb építési szakasz kezdődött, amelynek során a központi tornyot megmagasították, és 1326-ra egy nyolcoldalú Szűz Mária-kápolnát építettek a keleti végén. Ezt követte Ralph of Shrewsbury, aki folytatta a kórus keleti irányú bővítését, és a kóruson túli retrokórust is ő építette. Ő felügyelte a közeli Vicars' Close és a Vicars' Hall építését, hogy a kórusban éneklésre alkalmazott férfiaknak biztos helyet biztosítson, ahol lakhatnak és étkezhetnek, távol a várostól és annak kísértéseitől. Wells polgáraival – részben az általa kivetett adók miatt – nem volt jó viszonyban, palotáját pedig pártázott falakkal, vizesárokkal és felvonóhíddal vetette körül.
John Harewell püspök további forrásokat gyűjtött a nyugati homlokzat William Wynford általi befejezéséhez, akit 1365-ben neveztek ki kőművesmesterré. Wynford korának egyik legkiválóbb kőművesmestere volt, aki a király számára dolgozott Windsorban, a winchesteri székesegyházban és az oxfordi New College-ban. Wellsben ő tervezte a nyugati tornyokat, amelyek közül az északnyugati csak a következő században épült meg. A 14. században kiderült, hogy a négyezet középső pillérei süllyednek a középső torony súlya alatt, amelyet az előző században egy földrengés megrongált. William Joy kőművesmester különleges kétoldalú feszítő boltíveket (amelyeket néha ollós íveknek neveznek) illesztett be, hogy a pilléreket megtámasszák és stabilizálják. Ilyeneket csak itt és a salisburyi székesegyházban alkalmaztak.

### A Tudor-kortól az angol polgárháború végéig
VII. Henrik uralkodása idejére készült el a székesegyház, és külsőre nagyjából úgy nézhetett ki, mint napjainkban, bár a berendezési tárgyak azóta megváltoztak. 1508 és 1546 között a kiváló olasz humanista tudós, Polydore Vergil a káptalan londoni képviselőjeként tevékenykedett itt, és ő adományozta a székesegyház kórusának függődíszeit. Bár Wells jobban túlélte az angol egyházszakadást és a kolostorok VIII. Henrik általi feloszlatását, mint a szerzetesi alapítású székesegyházak, a káptalan 1547-es eltörlése a bevételek csökkenését eredményezte. A középkori rézdíszeket eladták, és a templomhajóban először helyeztek el szószéket. 1551 és 1568 között, két dékáni időszak alatt William Turner, az angol botanika megalapozója egy gyógynövénykertet hozott létre , amelyet 2003 és 2010 között újratelepítettek.
I. Erzsébet 1591-ben új chartát adott a káptalannak és a vikáriusoknak, amely egy új vezető testületet hozott létre, amely egy dékánból és nyolc rezidens kanonokból állt, akik az egyházi birtokok felett rendelkeztek és az egyház ügyei felett, de már nem voltak jogosultak a dékán megválasztására (ez a jogosultság ezentúl végső soron a koronát illette meg).
Az a stabilitás, amelyet Erzsébet királynő rendezése hozott az anglikán egyház számára, hirtelen véget ért I. Károly király uralkodása idején. Ő és canterburyi érseke, William Laud, aki korábban Bath és Wells püspöke is volt, a templomok megszépítését és bonyolultabb szertartások bevezetését tűzte ki célul. Az egyház puritán szárnya ezt veszélyesen római katolikus lépésnek látta. A parlament és a puritánok növekvő dominanciája 1643-ban a wellsi katedrálisban okozott károkat, amikor ikonoklasztok (más néven képrombolók) festményeket és feszületeket törtek össze. Nem sokkal később a parlamentarista katonák további pusztítást végeztek. Összetörték az ólomüvegeket, az orgonát és a kórus stallumát, mindezt egy szemtanú jegyezte fel a könyvtárban található egyik könyv címlapján.
1645-ben a hosszú parlament eltörölte a püspökségeket, bezárta a katedrálisokat és feloszlatta a káptalanokat. A dékán, Walter Raleigh, a felfedező Walter Raleigh unokaöccse Bridgwater 1645-ös eleste után házi őrizetbe került, először a chedzoyi plébánián, majd a wellsi dékáni hivatalban raboskodott. Börtönőre, a cipész és városi rendőr, David Barrett rajtakapta, amint levelet írt a feleségének. Amikor nem volt hajlandó átadni azt, Barrett karddal átszúrta, és hat héttel később, 1646. október 10-én meghalt. A kórusban, a dékáni fülke előtti jelöletlen sírban temették el. Az Oliver Cromwell vezette Angol Nemzetközösség idején nem neveztek ki dékánt, és a székesegyház állapota romlásnak indult. A püspök nyugdíjba vonult, a klerikusok egy része pedig alantas feladatok ellátására szorult vissza.

### 1660-tól 1800-ig
1661-ben, miután a Stuart-restauráció során II. Károlyt visszahelyezték a trónra, Robert Creightont, a király addig száműzetésben lévő káplánját dékánnak nevezték ki, és 1672-ben bekövetkezett halála előtt két évig volt itt püspök. A székesegyházban látható a hálaadásra adott rézből készült szószéke. Ő adományozta a főhajó nagy nyugati ablakát 140 font értékben. Creighton püspöki kinevezését követően a dékáni posztot Ralph Bathurst kapta, aki korábban a király káplánja, az oxfordi Trinity College elnöke és a Royal Society tagja volt. Bathurst hosszú hivatali ideje alatt a székesegyházat felújították, de az 1685-ös monmouthi lázadás során puritán katonák megrongálták a nyugati homlokzatot, ólomlapokat téptek le a tetőről, hogy golyókat öntsenek belőle, betörték az ablakokat, összetörték az orgonát és a berendezést, és egy ideig a főhajót istállóként használták.
A restaurálás Thomas Ken alatt kezdődött, akit 1685-ben nevezett ki a korona, és 1691-ig szolgált itt. Egyike volt annak a hét püspöknek, akiket bebörtönöztek, mert megtagadták II. Jakab király „engedékenységi nyilatkozatának” aláírását, amely lehetővé tette volna a katolikusok számára, hogy ismét politikai hatalmi pozíciókat töltsenek be, de a nép támogatása felmentésükhöz vezetett. Ken megtagadta, hogy hűségesküt tegyen III. Vilmosnak és II. Máriának, mivel II. Jakab nem mondott le, és másokkal együtt, akiket a „nonjurorok” néven ismertek, eltávolították hivatalából. Utódja, Richard Kidder meghalt 1703. november 27-én, amikor lecsapott a Dél-Angliát sújtó legsúlyosabb természeti csapásnak számító 1703-as nagy vihar, és a palota két kéménye rá és feleségére dőlt, miközben ők az ágyban aludtak. Ugyanez a vihar bedöntötte a katedrális nagy nyugati ablakának egy részét is.

### A viktoriánus kortól napjainkig
A 19. század közepére az épület állapota leromlott, így jelentős helyreállításra volt szükség. Goodenough dékán alatt a műemlékeket a kerengőbe költöztették, a megmaradt középkori festéseket és meszelést pedig eltávolították a „nagy kaparás” néven ismert művelet során. Anthony Salvin vette át a kórus átfogó helyreállításának irányítását. A 16. században beépített fa stallumokat eltávolították, és kőből faragottakkal helyettesítették, és hátrébb helyezték az árkádsor vonalában. A középkori kőkeretes pulpitus szentélyrekesztőjét középen meghosszabbították, hogy egy új orgonát is elbírjon.
1933-ban megalakult a  Friends of Wells Cathedral egyesülete, hogy támogassák a székesegyház káptalanját a katedrális életének és munkájának fenntartásában. A 20. század végén kiterjedt restaurálási program zajlott, különösen a nyugati homlokzaton. Az ólomüvegablakok jelenleg restaurálás alatt állnak, és folyamatban van egy program a kórus keleti végében lévő nagy, 14. századi „Jessze törzse”-ablak megőrzésére.
2014 januárjában a Bath-i filmfesztivál részeként a katedrális adott otthont Martin Scorsese Krisztus utolsó megkísértése című filmjének különleges vetítésére. Ez némi vitát okozott a közvéleményben, de a templom megvédte a vetítés engedélyezése mellett hozott döntését. 2021-ben Anthony Gormley kortárs szobrát avatták fel egy ideiglenes talapzaton a templomhomlokzat egyik üres szoborfülkéjében, amely a tervek szerint 2023-ig maradt ott.

## Építészeti jellemzői

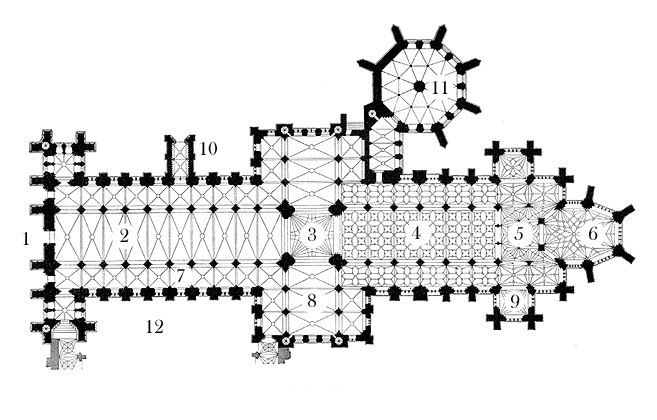
A székesegyház alaprajza: 1. nyugati homlokzat 2. főhajó 3. négyezet és a központi torony 4. kórus 5. retrokorus 6. Szűz Mária-kápolna 7. oldalhajó 8. nyugati kereszthajó 9. keleti kereszthajó 10. Északi portál 11. Káptalanház 12. Kerengő

### Alaprajza
Az épület erősen elnyújtott, teljes hossza 126 méter, a hosszház szélessége 20 méter, ami a kereszthajónál 46 méter. Canterbury, Lincoln és Salisbury székesegyházaihoz hasonlóan a templom jellegzetesen angolos elrendezésű, két kereszthajóból áll, a templom hosszában pedig különálló részekre tagolódik: hajóra, kórusra és retrokórusra, amelyen túl a Lady Chapel található. Ez utóbbit leszámítva minden alaprajzi egysége téglalap alaprajzú és derékszögű, az ívelt formák nem jellemzők. A homlokzat széles, tornyai mindkét oldalon túlnyúlnak a kereszthajókon. A hajó északi oldalán egy nagy kiugró portál nyílik, amely a székesegyházba való bejáratként szolgál. Északkeleti oldalán található a nagy nyolcszögletű káptalanház, amelybe az északi kórushajóból egy folyosón és lépcsőn lehet bejutni. A főhajótól délre egy nagy kerengő található, amely annyiban szokatlan, hogy az északi, a székesegyházzal szomszédos rész soha nem épült meg.

### Stílusváltozások az építkezés során
A székesegyház építése 1175 körül kezdődött egy ismeretlen kőművesmester tervei alapján. Wells az első olyan székesegyház Angliában, amely már az alapkő letételétől kezdve gótikus stílusban épült. John Harvey művészettörténész szerint ez az első valóban gótikus katedrális a világon, mivel építészei teljesen eltekintettek minden olyan jellemzőtől, amely a canterburyi székesegyház korabeli keleti végét és a korábbi franciaországi épületeket, például a Saint Denis-székesegyház keleti végét a román stílushoz kötötte. E templomoktól eltérően Wellsben oszlopok helyett pillérkötegek állnak, és a páros nyílások jellegzetes román formája helyett azonos csúcsívekből álló galériával rendelkezik. A mérmű nélküli, egyszerű lancetta-íveket és a tekervényes szegélyeket alkalmazó stílus korai angol gótikaként ismert.
Körülbelül 1192 és 1230 között Adam Lock, a legkorábbi wellsi kőművesmester, akinek neve ismert, a kereszthajót és a főhajót ugyanúgy folytatta, mint elődje. Lock volt az északi tornác építője is, amelyet saját tervei szerint készített el. A korai angol gótikus stílusú nyugati homlokzatot 1230 körül kezdte el Thomas Norreys, az építkezés és a szobrászati munkák harminc évig tartottak. A délnyugati tornyot 100 évvel később kezdték el építeni, és 1365 és 1395 között készült el, az északnyugati tornyot pedig 1425 és 1435 között építették fel, mindkettőt perpendikuláris gótikus stílusban, William Wynford tervei alapján, aki a katedrális számos korai angol lancetta ablakát is finom vonalvezetésű mérművekkel egészítette ki.
Az altemplomot és a káptalanházat ismeretlen építészek építették 1275 és 1310 között, az altemplomot a korai angol, a káptalant pedig a díszítő gótika geometrikus stílusában készítették el. 1310 körül kezdődtek meg a Szűz Mária-kápolna (Lady Chapel) munkálatai Thomas Witney tervei alapján, aki 1315 és 1322 között a központi tornyot is felépítette díszítő gótikus stílusban. A tornyot később William Joy belső boltívekkel merevítette meg. 1329-45-ben Joy e munkálatokkal egyidejűleg átalakításokat és bővítéseket végzett a kóruson, összekötve azt a Lady Chapellel és a retrokórussal, ez utóbbit a virágzó gótika stílusában.
A későbbi változtatások közé tartozik a torony merőleges boltozata és a Sugar's Chapel építése, 1475-1490 között William Smyth vezetésével. Szintén felújításokat végeztek a kóruson és a szószéken 1842-1857 között Benjamin Ferrey és Anthony Salvin vezetésével, immár neogótikus stílusban.

## A katedrális külseje

### Nyugati homlokzat
A székesegyház leghíresebb része nyugati homlokzat, amely az angol gótika egyik legkiemelkedőbb teljesítménye. 30 méter magas és 45 méter széles, és a középső jura korból származó alsó oolitból épült, amely a keletre fekvő Doulting kőbányából származik, a templomtól mintegy 13 kilométerre.
A nyugati homlokzatok általában három különböző formát öltenek: amelyek követik a hajó és a mellékhajók emelkedését;  amelyeknek minden mellékhajó végén páros tornyok állnak, és keretezik a hajó oldalát; illetve azokat, amelyek az épület formáját teljesen eltakarják. A wellsi nyugati homlokzat a páros tornyos formát követi, ami annyiban szokatlan, hogy a tornyok nem a mellékhajók helyét jelzik, hanem jóval túlnyúlnak rajtuk, elfedve az épület méreteit és profilját.
A nyugati homlokzat vertikálisan három különálló részre tagolódik, amelyek mindegyikét egyértelműen egy-egy vízszintes szakasz határozza meg. Ezt a vízszintes hangsúlyt hat erősen kiugró támpillér ellensúlyozza, amelyek a hajó, a mellékhajók és a tornyok keresztmetszeti tagolását határozzák meg, és amelyek erősen díszítettek, mindegyikben fedett fülkéket alakítottak ki, amelyekben a homlokzat legnagyobb szobrai találhatók.
A homlokzat legalsó szintjén egy egyszerű talapzat található, amely kontrasztot képez és stabilizálja a fölötte emelkedő díszes árkádokat. A talapzatot három ajtó töri át, amelyek szöges ellentétben állnak a francia gótikus katedrálisok gyakran impozáns portáljaival. A két szélső mérete megegyezik egy lakóház bejáratával, a középső ajtót csupán egy középső oszlop, egy négyszögletes falkép és a boltozat finom díszlécei díszítik.
Az alsó szint fölé két emelet emelkedik, amelyet kvadrofoil elemek és fülkék díszítenek, amelyekben eredetileg mintegy négyszáz szobor állt, és háromszáz maradt fenn a 20. század közepéig, azóta néhányat restauráltak vagy kicseréltek, köztük a leromlott állapotú Krisztus-alakot a nyeregtetőn.
Mindkét melléktornyok harmadik szakaszát a 14. század végi perpendikuláris stílusban építették William Wynford tervei alapján; az északnyugati tornyot csak 1425 körül kezdték el építeni. A terv megtartotta az általános arányokat, és folytatja a támpillérek erős kiugró részét. Az elkészült épületet kritizálták a toronysüvegek hiánya miatt, és valószínű, hogy eredetileg azok hordozására készültek, ám  végül soha nem épültek meg. A tornyok és csúcsok hiánya ellenére Banister Fletcher építészettörténész úgy jellemzi, mint „az angol gótika legmagasabb fejlettségű homlokzatát”.

#### A homlokzat ikonográfiája
A wellsi nyugati homlokzaton álló és ülő alakok, félalakos angyalok és magas domborművű figurák láthatók. Sok alak életnagyságú vagy annál nagyobb. Az alakokat és számos építészeti részletet eredetileg élénk színekkel festettek ki, és ezt az eredeti színsémát az egyes felületeken még mindig megmaradt festékpelyhekből következtették ki. A szobrok kilenc építészeti zónát foglalnak el, amelyek vízszintesen a teljes nyugati homlokzaton, valamint a tornyok oldalain és keleti oldalfalainál húzódnak végig, túlnyúlva az oldalhajókon. Az erősen kiugró támpilléreken többszintes fülkék vannak, amelyekben a legnagyobb alakok közül több is található. Más nagy alakok, köztük Krisztusé, a nyeregtetőt foglalják el. Az északi torony két későbbi fülkéjének egyikében egyetlen alak áll.
1851-ben Charles Robert Cockerell régész közzétette a homlokzat ikonográfiai elemzését, amelyben a kilenc szoborosztályt a legalacsonyabbtól a legmagasabbig számozta. A témát úgy határozta meg, mint „egy kalendárium a tanulatlan emberek számára,” amely a keresztény hit tanításait és történetét, Nagy-Britanniába való bevezetését, valamint a fejedelmek és püspökök általi védelmét illusztrálja. Az elrendezést és az ikonográfiát a Te Deumhoz hasonlítja.
Cockerell szerint a homlokzatnak a központi ajtótól délre eső oldala a szentebb, és a séma ennek megfelelően van felosztva. A fülkék legalsó sora egy-egy álló alakot tartalmazott, amelyek közül a nyugati homlokzaton négy kivételével – mindkét oldalon kettő-kettő – mindegyiket elpusztították. Több maradt fenn az északi torony északi és keleti oldalán. Cockerell feltételezi, hogy a portáltól délre levők az Ószövetség prófétáit és pátriárkáit, míg az északra levők a Britanniába érkező korai misszionáriusokat ábrázolták, akik közül Canterburyi Szent Ágoston, Szent Birinus és Benedict Biscop azonosíthatóak attribútumaik alapján. A második zónában, minden álló alakpár felett egy-egy négyszögletes domborműves angyalt ábrázoló kvadrofóliás díszítőelem volt látható, amelyek közül néhány máig fennmaradt.  A fülkék nyeregtetői között a Bibliából származó elbeszéléseket tartalmazó kvadrofóliák találhatók, délen a próféták és pátriárkák fölött az ószövetségi történetek, északon pedig az újszövetségi történetek. A nyugati homlokzaton egy vízszintes sáv fut körbe, amely ezen a ponton választja el az építészeti szinteket.
A párkány fölött a Cockerell által azonosított négyes és ötös zóna olyan alakokat tartalmaz, amelyek a britanniai keresztény egyházat képviselik, a déli zónában a szellemi elöljárók, például püspökök, apátok, apátnők és kolostoralapítók szentjei, míg az északi zónát királyok, királynők és hercegek foglalják el. Az alakok közül sok fennmaradt, és sokukat a különböző attribútumok alapján azonosították. Van egy méretbeli hierarchia, a jelentősebb alakok nagyobbak és inkább a fülkéjükben trónolnak, mint állnak. Közvetlenül a felső párkány alatt egy sor kisebb fülke található, amelyekben dinamikus szobrokat ábrázolnak, amelyek a sírokból a végítélet napján előbújó és feltámadó halottakat ábrázolják. Bár meztelenek, a halottak némelyikét koronájuk királyként, másokat pedig mitrájuk püspökként határoz meg. Egyesek örömmel és reménnyel, mások pedig kétségbeesetten lépnek ki sírjukból.

A nyeregtető legalsó zónájának fülkéiben kilenc angyal látható, amelyek közül Cockerell Mihályt, Gábrielt, Rafaelt és Urielt azonosította. A következő zónában a tizenkét apostol magasabb alakjai találhatók, némelyik, mint például János, András és Bertalan, egyértelműen azonosítható a rajtuk lévő attribútumok alapján. A nyeregtető legfelső fülkéiben a Pantokrátor, az ítélő Krisztus alakja áll középen, jobbján Szűz Máriával, balján Keresztelő Jánossal. Ezen alakok mindegyike megsérült a protestáns képrombolások idején. A középső fülkébe később új Jézus-szobrot faragtak, de a két oldalsó fülkébe már kerubok kerültek. Krisztust és Szűz Máriát a központi portál feletti fülkében lévő „Szűz Mária megkoronázása” című jelenet immár fej nélküli alakjai is ábrázolják. A Szűzanya és a gyermek Krisztus sérült alakja az ajtó párkányában lévő kvadrofóliában foglal helyet.

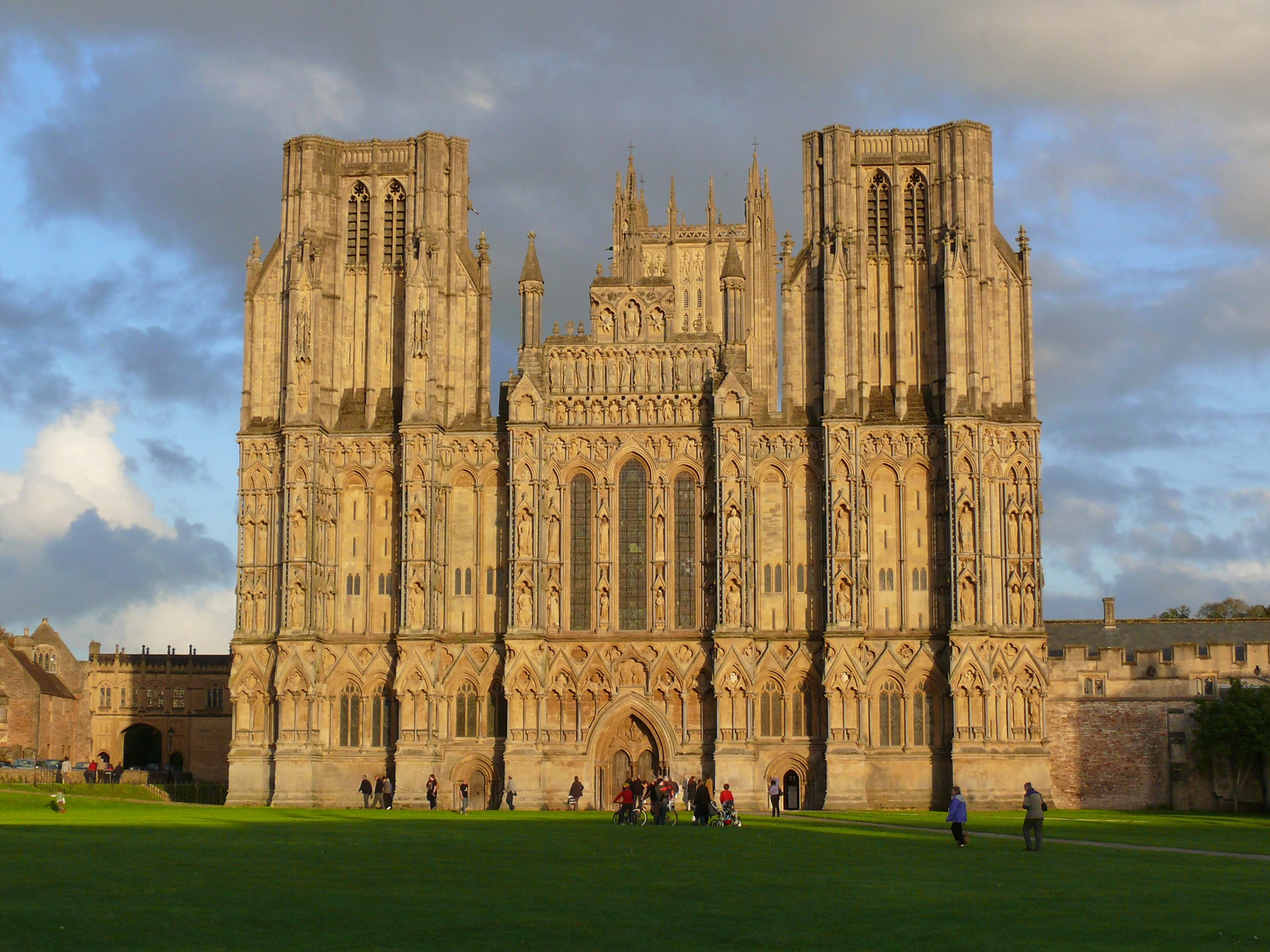
A 13. századi nyugati homlokzat Thomas Norreys alkotása. A forma, az építészeti díszítés és a figurális szobrászat szintéziseként Nagy-Britanniában felülmúlhatatlannak tartják.
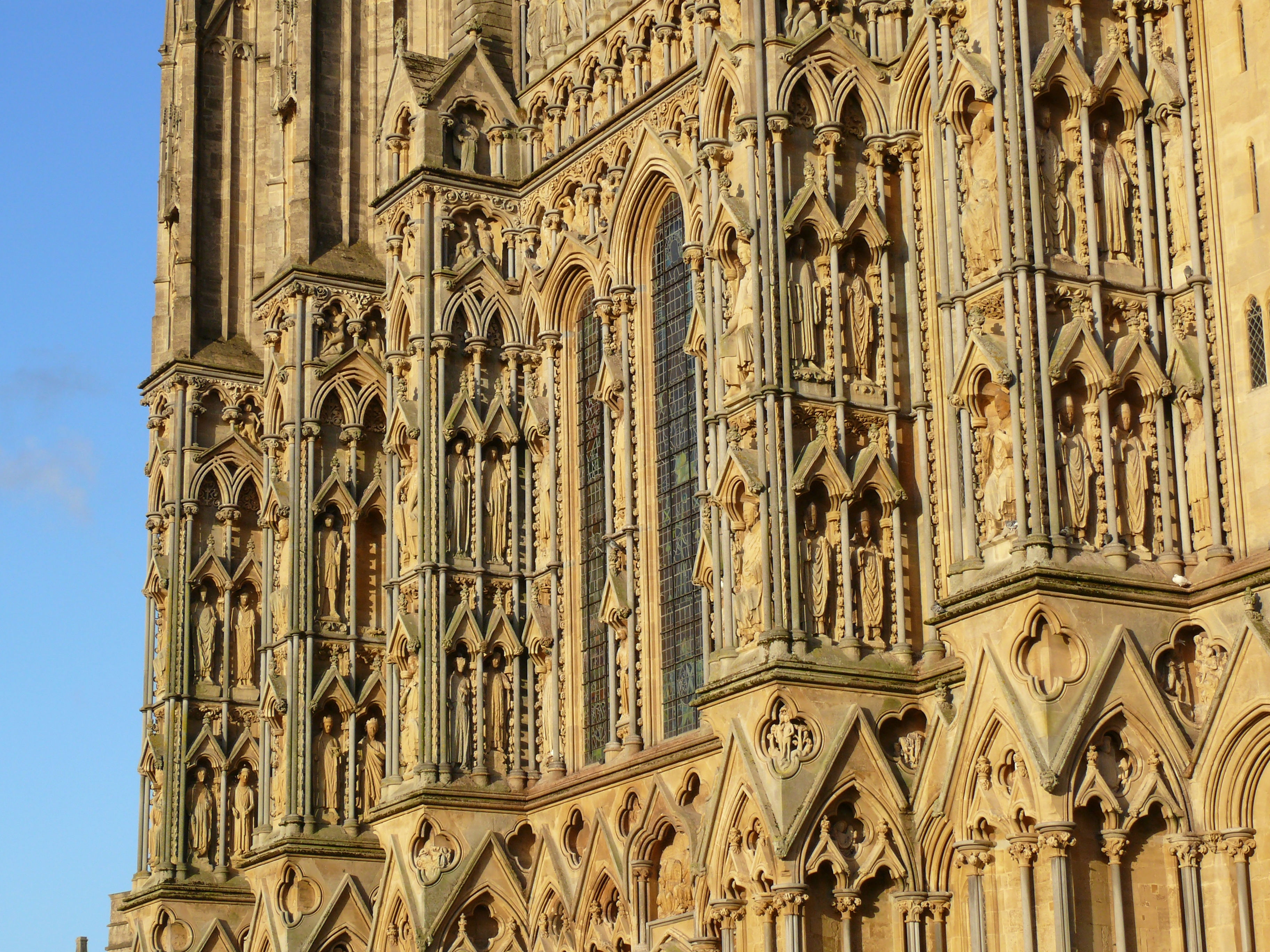
Az erősen kiugró támpillérek, amelyeken kiemelkedően sok szoborfülke helyezkedik el.
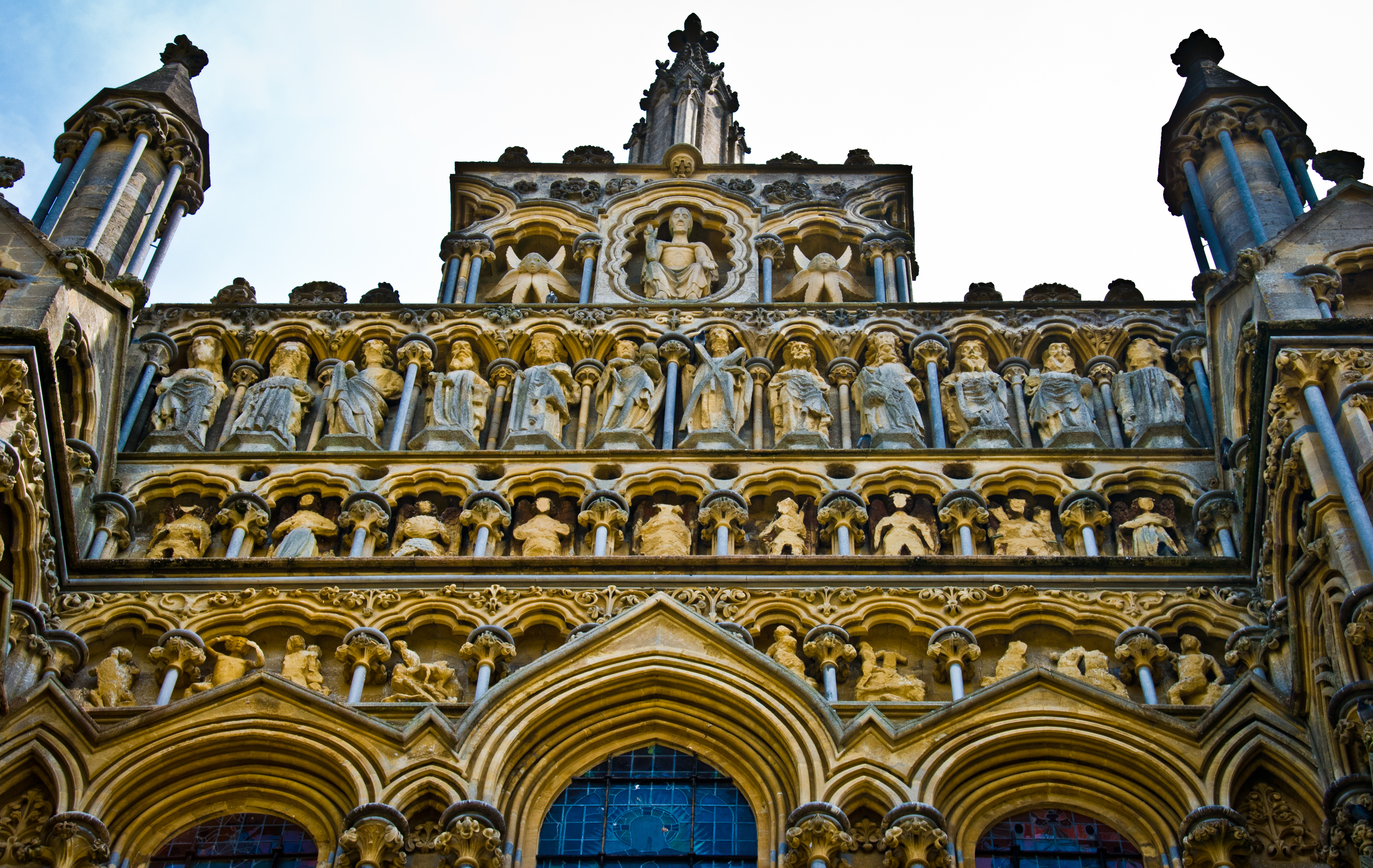
A nyeregtetőn látható Ítélő Krisztus szobra a 20. századból származik. Alatta a tizenkét apostol és kilenc arkangyal alakja látható.

## A katedrális belseje

### Kórus, fő- és kereszthajók
A hajóban, a kórusban és a kereszthajókban azonos formájú árkádsor a díszítések és a faragványok gazdagsága révén különböztethető meg. Az árkádsor minden pillérét 24 karcsú, nyolc hármas csoportban elhelyezett szárból álló felületi díszítés díszíti, amelyek az oszlopfőkön túl emelkednek, és az ívek mélyen hullámzó díszítményeit alkotják. Maguk az oszlopfők figyelemre méltóak a stilizált lombozat életszerűségével, a „merev levelek” néven ismert stílus jellegzetes képviselői. Ez az élénkség ellentétben áll a formába öntött tengelyek és a karzatok sima, töretlen kváderfalazatának formavilágával. Minden oszlopfő más és más, és némelyik kis figurákat tartalmaz, amelyek elbeszéléseket illusztrálnak.
A hajó boltozata meredeken emelkedik, egyszerű négyosztatú keresztboltozat, amely a hajó árkádjával összhangban lévő formájú. A kórus keleti végét a 14. század második negyedében William Joy meghosszabbította, és az egész felső részt kidolgozta. A boltozaton a boltívek sokasága hálószerű formában helyezkedik el, ami nagyon különbözik a hajóétól, és talán egy helyi típusú, rekeszes fa tetőszerkezet kőből való újjáalkotása, amelyre a 15. századból maradtak fenn példák, többek között a wellsi Szent Cuthbert-templomban A kórus mellékhajóinak boltozatai szintén egyedi mintázatúak.

A 14. század elejéig a székesegyház belseje egységes stílusú volt, de két jelentős változáson ment keresztül a torony és a keleti végződés tekintetében. 1315 és 1322 között a négyezeti tornyot megmagasították és egy gugliával koronázták meg, ami miatt az azt tartó pilléreken a feszültség jelei mutatkoztak. 1338-ban William Joy kőművesmester unortodox megoldást alkalmazott, amikor alacsony íveket illesztett be, amelyek tetején hasonló méretű, fordított ívek állnak, ollószerű szerkezeteket alkotva. 1338-tól ezek az ívek három oldalról merevítik a kereszthajó pilléreit, míg a legkeletibb oldalra egy szentélyrekesztő támaszkodik. 1338-ban a merevítő íveket a székesegyház védőszentjére utalva „andráskeresztes ívek” néven ismerik. Bár az épület egyik legikonikusabb elemei, az ollóboltozatok megosztják a híveket és a szakértőket egyaránt. Wim Swaan építészettörténész „brutálisan masszívnak” és tolakodónak nevezte őket az egyébként visszafogott belső térhez képest.

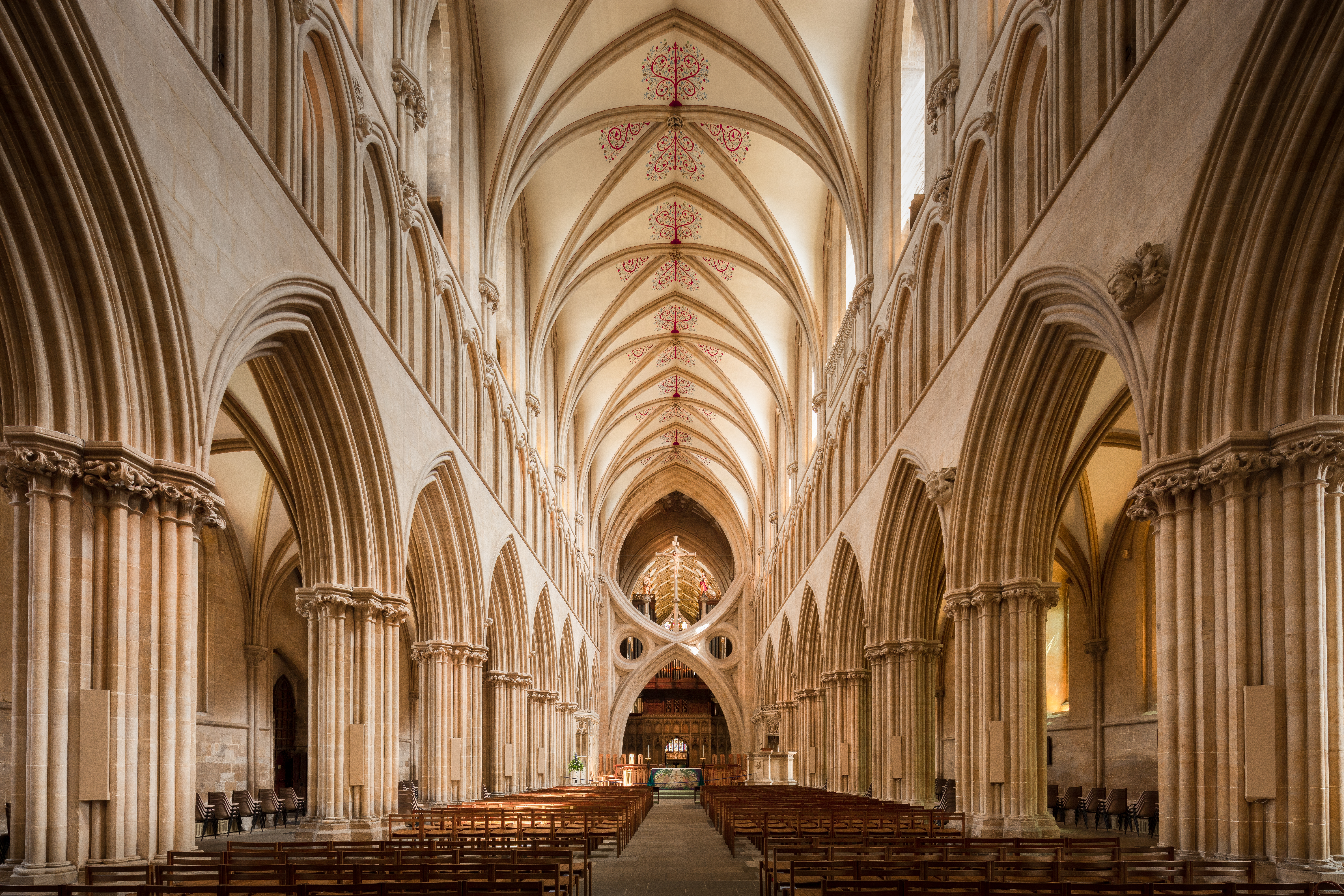
A főhajó boltozatai. A vízszintes tagolást az áttörés nélküli galériák hangsúlyozzák.
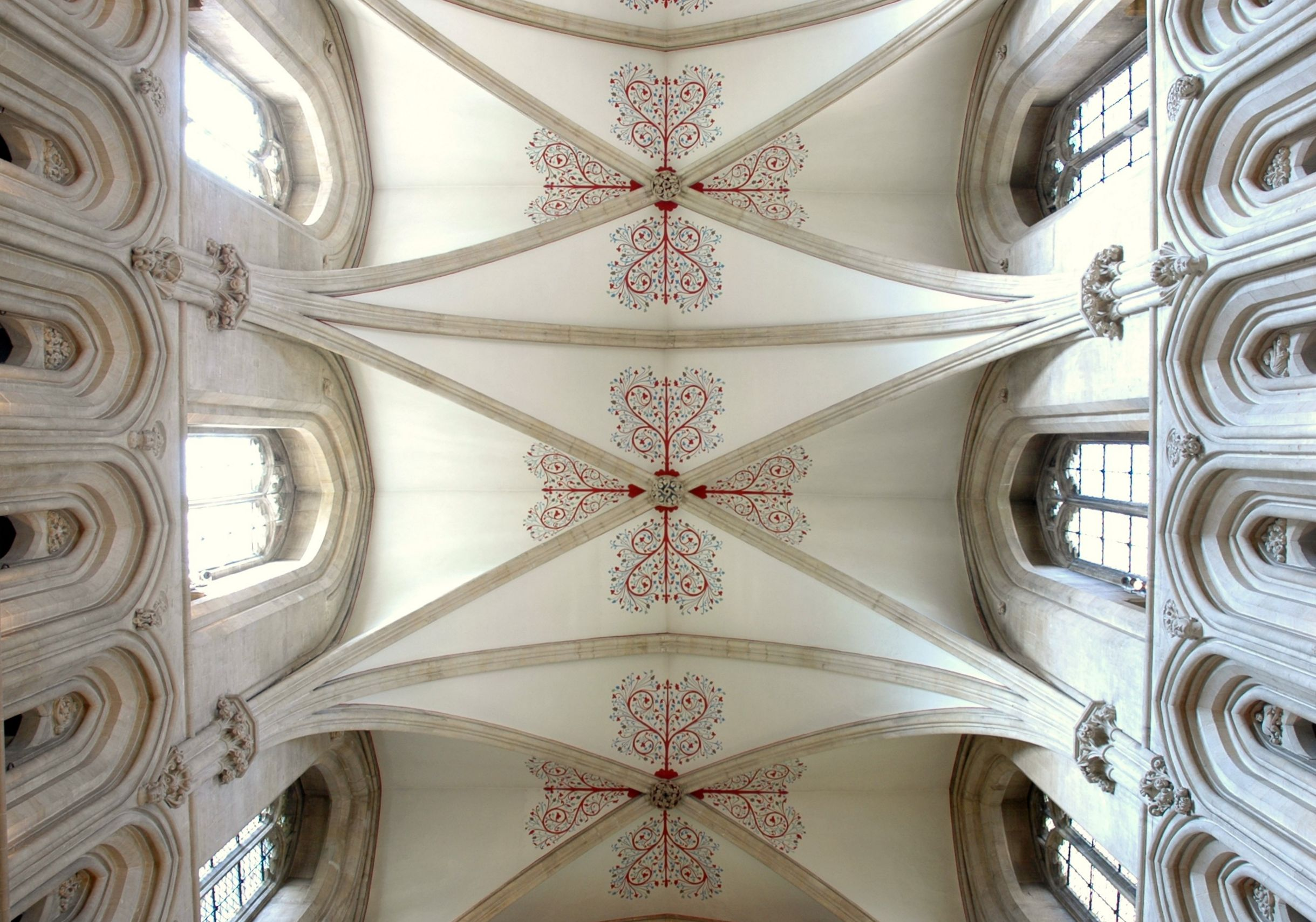
A hajó négyosztatú boltozatának 19. századi díszítései
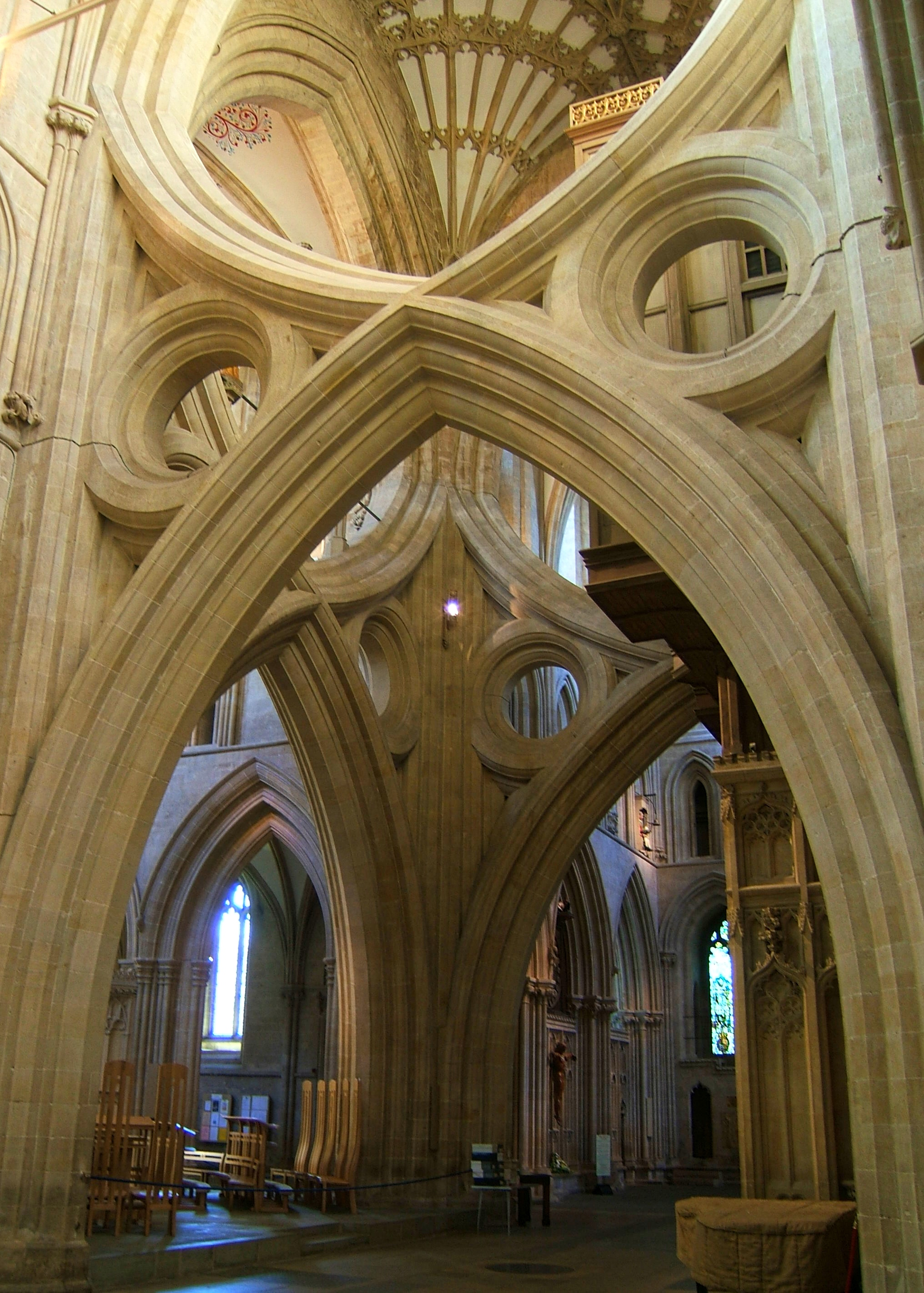
A híres ollós boltozat, avagy Szent András-kereszt boltívei a kereszthajó felől nézve.
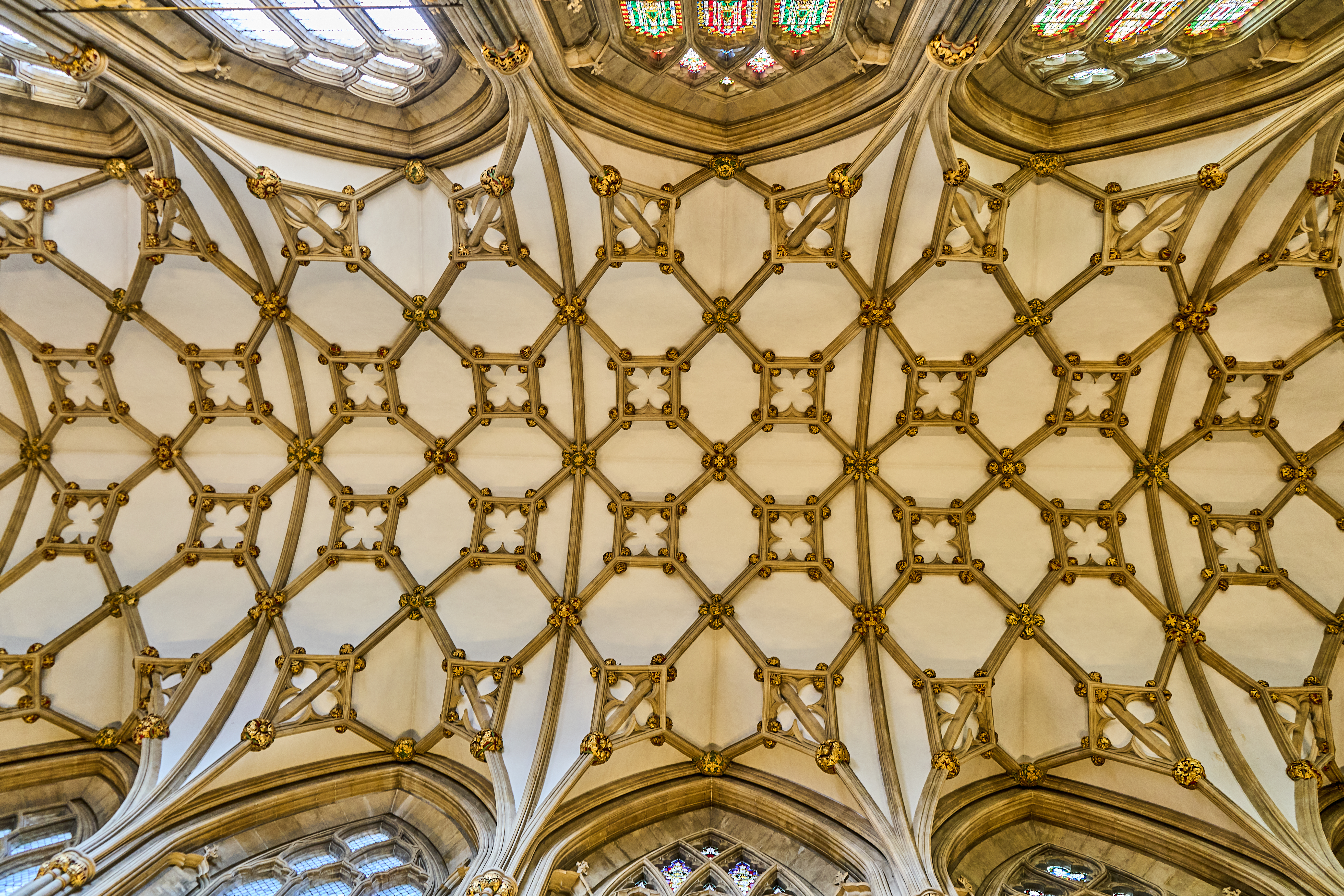
A kórus egyedi formájú boltozata, amely vélhetően egy fából készült előd alapján épült meg.

### A Lady Chapel és a retrokórus
A wellsi katedrális kórusának keleti záródása a szokásos módon négyzet alakú, és több más székesegyházhoz, köztük Salisburyhez és Lichfieldhez hasonlóan a keleti végén egy alacsonyabb Szűz Mária-kápolna, angol elnevezéssel Lady Chapel áll, amelyet Thomas Witney kezdett el építeni 1310 körül, valószínűleg még a káptalanház befejezése előtt. Úgy tűnik, hogy a Lady Chapel eredetileg egy szabadon álló, hátsó oldala felé elnyújtott nyolcszög alakú építmény lett volna, de a terv később megváltozott, és a kórus meghosszabbításával és egy második kereszthajó avagy retrokórus építésével a már meglévő kórustól keletre összekötötték az épület többi részével, vélhetően William Joy tervei szerint.
A Lady Chapel mennyezetének boltozata összetett és kissé szabálytalan mintázatú, mivel a kápolna nem szimmetrikus mindkét tengelye körül. A főbordákat további, nem támazstó ún. lierne avagy csillagboltozat egészíti ki, amelyek ebben az esetben nyolcágú csillag alakú mintát alkotnak a boltozat csúcsán. Ez az egyik legkorábbi lierne boltozat Angliában. A helyiségnek öt nagy ablaka van, amelyek közül négyet középkori üvegtöredékek töltenek ki. Az ablakok díszítése a retikulált gótika néven ismert stílusban készült, amelynek mintázata egyetlen ismétlődő alakzatból, ebben az esetben egy háromszögletű alakzatból áll, ami „retikulált” vagy hálószerű megjelenést kölcsönöz.

A retrokórus a kórus keleti végében és a keleti kereszthajók folytatásában húzódik. Középen a boltozatot egy figyelemre méltó, en-délit-pillérekből álló szerkezet támasztja alá. Ezek közül kettőt úgy helyeztek el, hogy kiegészítsék a Lady Chapel nyolcszögletű alakját, amit Francis Bond „a Géniusz megnyilvánulásának” nevezett. A pillérekhez márványból készült tengelyek csatlakoznak, és az általuk alátámasztott boltozattal együtt minden szögből rendkívül összetett látványt nyújtanak. A retrokórus ablakai a Lady Chapel ablakaihoz hasonlóan retikulált stílusúak, de már az áramló gótika stílusában készültek, mivel a mérműves díszítések csúcsíves íveket alkotnak.

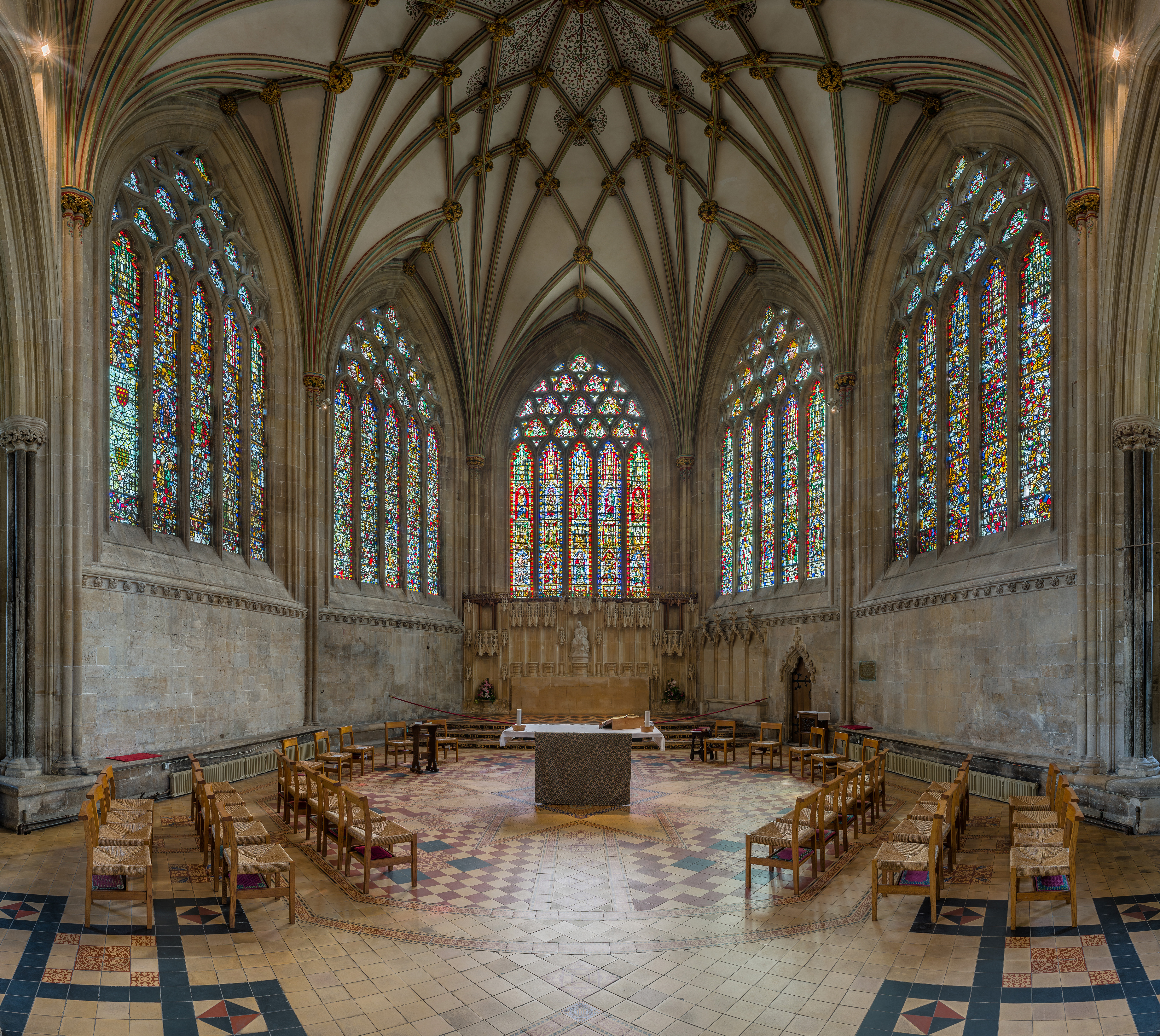
A Lady Chapel valószínűleg Thomas Witney (1310-19) tervei alapján készült. Az ablakok szabályos hálószerű mintázatúak, és régi ólomüvegeket tartalmaznak.
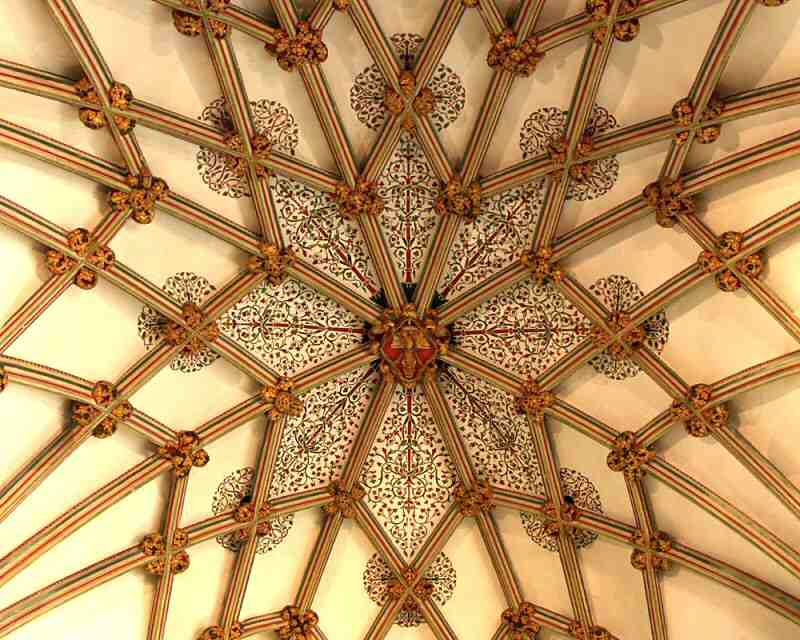
A Lady Chapel csillagboltozatának liérne-bordái többszörösen összetett nyolcszögletű csillagot alkotnak.
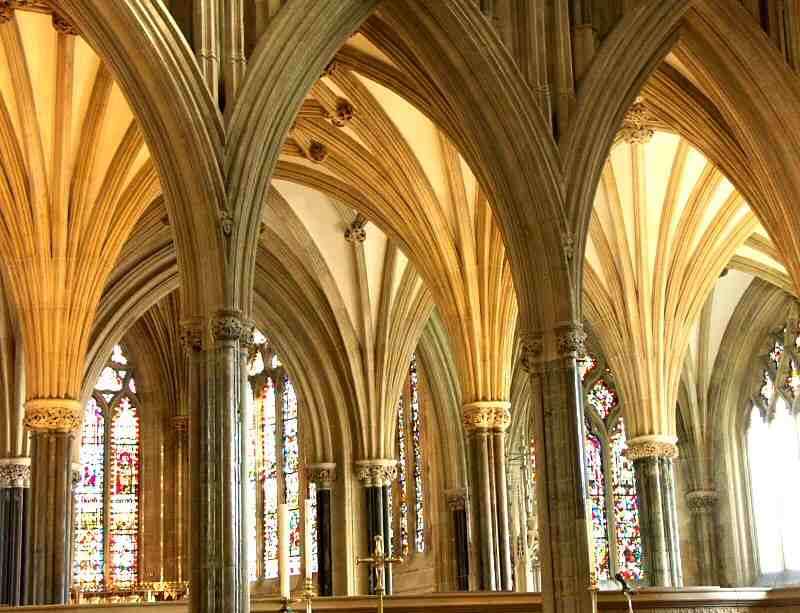
A William Joy retrokórusán keresztül a Lady Chapelbe nyíló kilátást „Európa egyik legfinomabb és legelragadóbb építészeti látványaként” jellemezték.
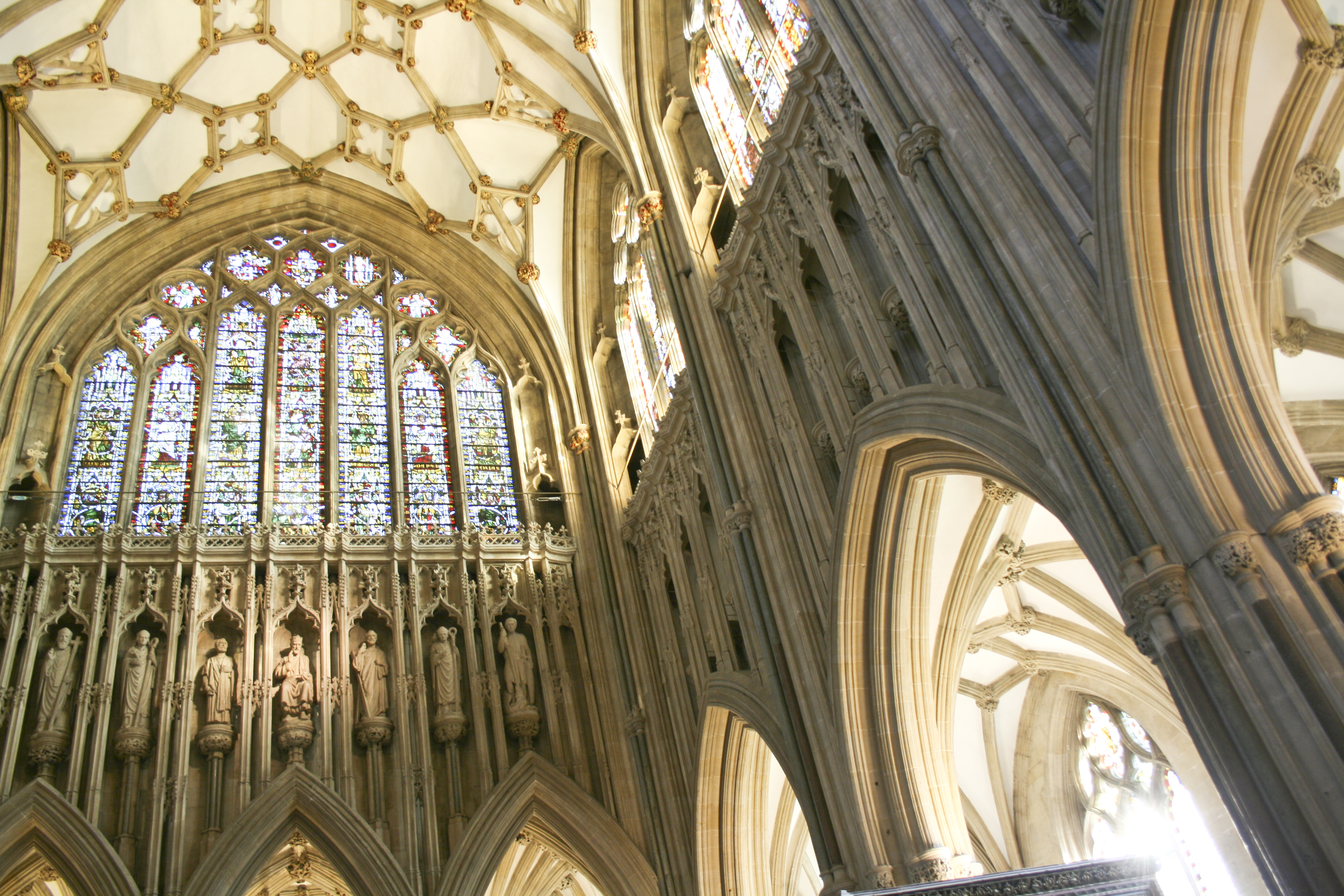
A kórus keleti vége (1329-45), a hálós boltozat és a keleti ablak alatti szentek galériája.

## Zenei élet

### Orgona
A templom orgonájáról szóló első feljegyzés 1310-ből származik. Egy kisebb orgonát, valószínűleg a Lady Chapel számára, 1415-ben állítottak fel. 1620-ban egy Thomas Dallam által épített orgonát helyeztek üzembe, amelynek költsége akkoriban 398 £ 1s 5d volt.
Az 1620-as orgonát 1643-ban az angol polgárháború során a parlamenti katonák tönkretették. Az 1662-ben épített orgonát 1786-ban pótolták. A jelenlegi orgona a neves hangszerépítő, Henry Willis által 1857-ben épített hangszerből származik, amely Samuel Green 1786-os sípjaiból is felhasználta a legjobbakat. Ezt a durhami Harrison & Harrison cég  1910-ben kibővítette a régi szerkezet legjobb részeit megtartva, majd 1973-1974 között jelentősen átépítette. Az eltelt több mint egy évszázad óta ugyanez a cég végzi a karbantartásokat is.
A hangszer jelenleg 67 regiszterrel rendelkezik öt divízióba és négy manuálra elosztva. Az 1973-74-es átépítés során az eredeti szerkezetet Alan Rome, FRIBA tervei alapján a Friends of Wells Cathedral egyesület bocsátotta rendelkezésre. Az orgonaszekrényt Roger Large faragta. A Quire homlokzat két nagy tornyának tetején négy vörössel körvonalazott, faragott medalionprofil látható, amelyek a nagy angol egyházi zeneszerzők: Samuel Sebastian Wesley, Charles Villiers Stanford, William Byrd és Henry Purcell portréit ábrázolják. Az eredeti fa angyalok közül kettőt a tok tetején itt visszaállítottak, és az egész tok aranyfüst-bevonatot kapott.
1996 novembere óta a székesegyháznak van egy hordozható kamaraorgonája is, amelyet a skót Lammermuir készített. Ezt rendszeresen használják Tudor- és barokk stílusú zenei előadások kíséretére.
Wells első feljegyzett orgonistája Walter Bagele (vagy Vageler) volt 1416-ban. Az orgonista vagy segédorgonista posztot azóta több mint 60 személy töltötte be. Peter Stanley Lyons volt a Wells Cathedral karnagya és a Wells Cathedral School zenei igazgatója 1954-1960 között. 1955-1960 között Malcolm Archer volt a kinevezett orgonista és a karnagy 1996 és 2004 között, akit Matthew Owens követett a pozícióban 2005-től 2019-ig.

### A katedrális orgonistáinak listája
| - 1416–1418 Walter Bagele (vagy Vageler) - 1421–1422 Robert Cator - 1428–1431 John Marshal - 1437–1462 John Marchell - 1461–1462 John Menyman (közösen) - 1461–1462 Richard Hygons (közösen) - 1497–1507 Richard Hygons - 1507–1508 Richard Bramston - 1508 John Clawsy (vagy Clavelleshay) - 1514 William Mylwhard - 1515–1531 Richard Bramston - 1534–1538 John Smyth - 1547–1554 Nicholas Prynne - 1556–1557 John Marker - 1558 Robert Awman - 1559–1562 William Lyde - 1563 Thomas Tanner - 1568 Matthew Nailer | - 1587 John Clerk - 1600 Thomas Hunt - 1608 James Weare - 1613 Edmund Tucker - 1614 Richard Brown - 1619–1642 John Oker (vagy Okeover) - A Commonwealth időszaka (1642-1663) - 1663 John Brown - 1674 Mr Hall - 1674 John Jackson - 1688 Robert Hodge - 1690 John George - 1713 William Broderip - 1726 Joseph Millard - 1727 William Evans - 1741 Jacob Nickells - 1741 John Broderip - 1771 Peter Parfitt | - 1773 Robert Parry - 1781 Dodd Perkins - 1820 William Perkins - 1859 Charles Williams Lavington - 1896 Percy Carter Buck - 1899 Revd. Canon Thomas Henry Davis - 1933 Conrad William Eden - 1936 Denys Pouncey - 1971 Anthony Crossland - 1996 Malcolm Archer - 2004 Rupert Gough - 2005 Matthew Owens - 2020–2022 Jeremy Cole (orgonista és kórusmester 2017 óta) - 2023–2024 Alexander Hamilton (zenei igazgató) - 2024- Timothy Parsons |

## Harangok
A wellsi katedrális harangjai az angol hagyományoknak megfelelően teljes átfordulásra képes jármokon függnek, és a hagyományos angol váltóharangozással szólaltatják meg őket. Az összes harang egymást követő zenei hangokra lett hangolva, és egy hangskálát alkotnak, ezzel a világ legnehezebb tíz harangból álló (ring of ten bells) ilyen módon megszólaltatható és motívumjátszásra képes harangegyüttesét alkotják. A Harewell néven ismert tenor harang (a tizedik és legnagyobb) 2858 kilogramm tömegű, és a világ 5. legnagyobb teljes átfordulásra képes harangja. A harangokat jelenleg a délnyugati toronyban találhatóak, bár néhányat eredetileg a központi toronyban függesztettek fel.
| Sorszám | Hangmagasság | Név      | Öntés éve | Készítő           | Tömeg (kg) |
| ------- | ------------ | -------- | --------- | ----------------- | ---------- |
| 1       | E            | -        | 1891      | Mears & Stainbank | 399        |
| 2       | D            | -        | 1891      | Mears & Stainbank | 458        |
| 3       | C            | -        | 1757      | Abel Rudhall      | 508        |
| 4       | B            | -        | 1757      | Abel Rudhall      | 546        |
| 5       | A            | -        | 1757      | Abel Rudhall      | 635        |
| 6       | G            | -        | 1964      | Mears & Stainbank | 781        |
| 7       | F            | -        | 1757      | Abel Rudhall      | 1016       |
| 8       | E            | -        | 1757      | Abel Rudhall      | 1168       |
| 9       | D            | -        | 1877      | John Taylor & Co  | 1626       |
| 10      | C            | Harewell | 1877      | John Taylor & Co  | 2864       |

## Képzőművészeti, irodalmi és televíziós ábrázolásai

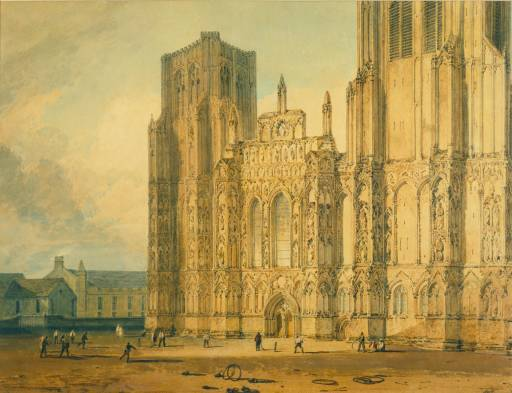
A nyugati homlokzat Turner 1795-ös akvarelljén

A híres angol festőművész, William Turner 1795-ben járt Wellsben, ahol számos vázlatot készített a székesegyházról, annak környezetéről és egy akvarellt a nyugati homlokzatról, amely ma a londoni Tate galériában található. További művészek, akiknek a székesegyházról készült képei nemzeti gyűjteményekben találhatók: Albert Goodwin, John Syer és Ken Howard.
Arthur Conan Doyle 1889-ben megjelent Micah Clarke című történelmi regényében beszámolt a katedrális Monmouth-lázadás során keletkezett sérüléseiről.
A katedrális szolgált Ken Follett 1989-es A katedrális (The Pillars of the Earth) című monumentális regényének ihletőjeként, és egy módosított központi toronnyal (ami a salisbury székesegyházról lett mintázva) a regény azonos című 2010-es televíziós adaptációjának végén a fiktív kingsbridge-i katedrális szerepét töltötte be. A valóságban a sorozatban szereplő templom belső felvételeit Magyarországon felépített stúdióban vették fel, de az ócsai református templom is felbukkant benne, mint a fiktív középkori angliai helyszín.
2007-ben a Doctor Who „Lázár-kísérlet” című epizódjában katedrális belsejét használták fel, míg a külső felvételeket a southwarki katedrálisban forgatták.
A legtöbb vitát kiváltó forgatás a 2019-es Hellboy-rebooté volt. 2017 szeptemberében sokan ellenezték, hogy az okkult és sátáni témájú film egyes jeleneteihez a templomot használják fel, ám a fenntartó megvédte a döntését, mivel szerintük a film a gonosz elleni harcról szól, ami nem ellentétes az elveikkel. A helyszín kibérlésének költségeit nem hozták nyilvánosságra.
A katedrálisban forgatták többek között a 2019-2020-as A spanyol hercegnő (The Spanish Princess), a 2023-as Dungeons & Dragons: Betyárbecsület, valamint a A 3-test-probléma című sorozatokat.

## Fordítás
- Ez a szócikk részben vagy egészben  a   Wells Cathedral című angol Wikipédia-szócikk ezen változatának fordításán alapul.  Az eredeti cikk szerkesztőit annak laptörténete sorolja fel. Ez a jelzés csupán a megfogalmazás eredetét és a szerzői jogokat jelzi, nem szolgál a cikkben szereplő információk forrásmegjelöléseként.